# Ozero Chodtsy
Ozero Chodtsy (ryska: Озеро Ходцы) är en sjö i Belarus.   Den ligger i voblasten Vitsebsks voblast, i den nordöstra delen av landet, 190 km nordost om huvudstaden Minsk. Ozero Chodtsy ligger 130 meter över havet. Arean är 0,52 kvadratkilometer. Den ligger vid sjön Ozero Lipno. Den sträcker sig 1,5 kilometer i nord-sydlig riktning, och 0,6 kilometer i öst-västlig riktning.
Omgivningarna runt Ozero Chodtsy är en mosaik av jordbruksmark och naturlig växtlighet. Runt Ozero Chodtsy är det glesbefolkat, med 16 invånare per kvadratkilometer.